# Gianvito Mastroleo
Gianvito Mastroleo (Conversano, 17 agosto 1935) è un politico italiano.
Di professione avvocato, è stato dirigente del Partito Socialista Italiano dal 1962 al 1984 e consigliere comunale a Conversano (1965-1984) e a Polignano a Mare (1978-1980). Dal 1975 al 1984 è stato consigliere della Provincia di Bari che ha presieduto dal 1976 al 1982. 
Dal 2003 riveste il ruolo di presidente della Fondazione Giuseppe Di Vagno, intitolata al deputato socialista di Conversano che rimase vittima di omicidio fascista nel 1921, della quale fu tra i fondatori.